# SWEG VT 120
De VT 120, ook wel Nichtbundeseigenen Eisenbahnen genoemd, is een dieseltreinstel, voor het regionaal personenvervoer van de Südwestdeutsche Verkehrs AG (SWEG).

## Geschiedenis
De trein werd tussen 1979 en 1980 door een samenwerking tussen Orenstein & Koppel en Waggon-Union ontworpen als een vierassige motorwagen geschikt voor eenmansbediening. Deze motorwagen was ook geschikt om een of meer personenwagens of goederenwagens mee te kunnen nemen. Ook werden er bijwagens en wagens met stuurstand gebouwd.
De stuurstandrijtuigen (VS) 203 en 204 waren oorspronkelijk als bijwagens (VB) gepland.
De volgende voertuigen werden overgenomen:
- SWEG VT 123: in 1994 naar AVG als VT 453
- SWEG VT 124: in 1994 naar AVG als VT 454
- SWEG VS 200: in 1994 naar AVG als VS 470
- SWEG VS 201: in 1994 naar AVG als VS 471
- SWEG VB 241: in 1994 naar AVG als VB 477

De volgende voertuigen werden overgenomen:
- AVG: VS 470 in 2002 als SWEG VS 200

## Constructie en techniek
Het treinstel is opgebouwd uit een stalen frame. Deze treinstellen kunnen tot drie stuks gecombineerd rijden.

## Treindiensten
De treinen worden door Südwestdeutsche Verkehrs AG (SWEG) ingezet op de volgende trajecten:
- Achertalbahn: Achern – Ottenhöfen
- Harmersbachtalbahn: Biberach (Baden) – Oberharmersbach-Riersbach
- Kaiserstuhlbahn: Gottenheim – Riegel a. K. – Breisach
- Münstertalbahn: Bad Krozingen – Münstertal